# Prawo minimum Liebiga

Beczka Liebiga

Prawo minimum Liebiga – jedno z podstawowych praw ekologii klasycznej, mówiące, że czynnik, którego jest najmniej (jest w minimum) działa ograniczająco na organizm, bądź całą populację. Zasada ta, jako „teoria minimum”, została sformułowana przez nieznanego wówczas Carla Sprengela i dopiero po jej sprawdzeniu i ponownym opublikowaniu przez Liebiga w 1841 roku została spopularyzowana na całym świecie, będąc błędnie przypisywana Liebigowi.
Z czasem udowodniono, że prawo minimum odnosi się także do innych organizmów żywych i ma zastosowanie ogólnoprzyrodnicze. Rozwinięciem tego prawa jest zasada tolerancji ekologicznej Shelforda.
Beczka Liebiga jest rodzajem wizualizacji tego prawa zaproponowanym przez samego uczonego. Pojemność beczki jest ograniczana długością najkrótszej klepki, analogicznie do rozwoju organizmu, który jest ograniczany czynnikiem, którego jest najmniej.